# Giuseppe Fortunato (1946)
Giuseppe Fortunato (Francavilla in Sinni, 14 ottobre 1946) è un politico italiano.

## Biografia
Esponente lucano del Partito Comunista Italiano, venne eletto alla Camera dei Deputati nel 1976, nella VII legislatura, rimanendo in carica fino al 1979.